# 住吉連合会と寄居一家の抗争事件
住吉連合会と寄居一家の抗争事件（すみよしれんごうかいとよりいいっかのこうそうじけん）とは、平成元年（1989年）9月30日から同年10月6日までに起こった住吉連合会と寄居一家（当時は全日本寄居連合会）寄居真会との暴力団抗争事件。

## 発生まで
1989年、福島県郡山市に本拠を持つ寄居一家寄居真会は、的屋から博徒への路線変更を決定した。寄居真会は、住吉連合会への加盟を希望した。同年5月、住吉連合会本部長・小林楠扶（住吉連合会小林会会長）は、寄居真会会長に舎弟盃を与えた。その後、寄居真会は、稲川会に接近。小林楠扶は「寄居真会が稲川会に入る」との情報を入手した。

## 事件
1989年9月30日午前11時すぎ、東京都千代田区飯田橋（警察病院の近接地）のホテルグランドパレスのロビーで、住吉連合会小林会組員が、寄居一家寄居真会東北寄居連合会会長を銃撃し、両足大腿部貫通の重傷を負わせた。
同日午前11時15分ごろ、小林会組員が、福島県郡山市の寄居真会の本部事務所に入り、寄居真会組員の右足に重傷を負わせた。その後、小林会組員は、約1時間、寄居真会の本部事務所を占拠した。
同年10月6日午後6時すぎ、東京都港区六本木にある小林会事務所前で、寄居真会組員が、小林会事務所を警戒中の小林会組員を銃撃し、銃弾が小林会組員の左足に当たった。その後、寄居真会組員は、近くの飲食店に入って、篭城した。警視庁麻布警察署署員らが、寄居真会組員の篭城する飲食店を包囲した。寄居真会組員は、投降した。
同日午後6時すぎごろ、東京都新宿区大久保の小林会系組事務所に、銃弾2発が撃ち込まれた。
同日夜、郡山市の寄居真会系組事務所に、銃弾4発が撃ち込まれた。
同日夜、寄居真会幹部宅に、銃弾2発が撃ち込まれた。
その後、住吉連合会と寄居一家は、和解交渉を行った。「寄居一家は、寄居真会を解散させ、寄居真会会長を絶縁する」という条件で、住吉連合会と寄居一家は、和解した。